# Mad Season
Mad Season est un supergroupe de grunge américain, originaire de Seattle, dans l'État de Washington. Le groupe enregistre et publie un seul album studio, intitulé Above, en 1995. Il se sépare par la suite en 1999, puis se réunit occasionnellement en 2012, 2014 et 2015.

## Biographie

### Activités principales
En 1994, Mike McCready rencontre John Baker Saunders en cure de désintoxication à la Hazelden Foundation, dans le Minnesota. À leur sortie, ils reviennent à Seattle et décident de former un groupe avec le batteur des Screaming Trees, Barett Martin. Mais il leur manque un chanteur, Mike McCready pense alors à son ami, Layne Staley, chanteur d'Alice in Chains, en espérant que le fait d'être entouré de personnes sobres aide celui-ci à lutter contre sa dépendance à l'héroïne.
Même si le groupe n'a préparé aucun single (seulement des débuts de chansons, d'après Martin) et sans nom pour le groupe, McCready effectue un show surprise au Crocodile Cafe le 12 octobre 1994, qui sera un grand succès. La chanson Artificial Red apparait aussi sur l'album. Deux autres concerts (les 6 et 20 novembre 1994) au même endroit cette fois sous le nom de The Gacy Bunch, d'après le tueur en série John Wayne Gacy de Chicago et de la sitcom des années 1970, The Brady Bunch. Le 8 janvier 1995, le groupe participe à l'émission de radio satellite Self-Pollution de Pearl Jam jouant Lifeless Dead et I Don't Know Anything. Après avoir gagné un peu plus en popularité, le groupe enregistre son seul album et change de nom pour Mad Season, du terme anglais qui désigne le boom du champignons hallucinogènes que McCready liait aux « saisons des abus de beuveries et de drogues. »
L'enregistrement de l'album Above se fait à Seattle, dans les studios du groupe Heart avec la participation du chanteur des Screaming Trees, Mark Lanegan. L'album est publié le 14 mars 1995 au label Columbia Records et est bien accueilli par la presse spécialisée. Les paroles de Staley traitent de problèmes personnels. Pendant l'écriture des paroles, Staley lisait le livre The Prophet de Kahlil Gibran, qui inspirera grandement les thèmes et le ton de l'album. En 1995, Above atteint la 24e place du classement américain Billboard 200, et compte deux singles : River of Deceit (deuxième au Mainstream Rock Tracks, 9e des Modern Rock Tracks) et I Don't Know Anything (20e des Mainstream Rock Tracks). Above est certifié disque d'or, le 14 juin 1995. Le groupe donne quelques concerts pendant le printemps 1995, durant lesquels est enregistré au Moore Theatre de Seattle, la vidéo, Live at the Moore et participe à l'album hommage à John Lennon, Working Class Hero: A Tribute to John Lennon en reprenant le titre I Don't Wanna be a Soldier. Chaque musicien retournant ensuite travailler avec son groupe d'origine. 
En 1997, McCready, Saunders et Martin essayent de raviver Mad Season, mais Layne Staley doit renoncer, sa santé ne lui permettant plus de travailler avec le groupe. Mark Lanegan prend la place vacante et Mad Season devient Disinformation, à la fin 1997. Malheureusement, les membres du groupe furent trop occupés pour enregistrer un nouvel album et lorsque John Baker Saunders succombe en 1999 d'une overdose d'héroïne le groupe est dissous définitivement.

### Réunions partielles
Le 23 mai 2012, les membres restants de Mad Season (Mike McCready et Barrett Martin) se réunissent au Showbox Theatre de Seattle pour un concert, dont les bénéfices seront reversés à Mike et à sa maladie de Crohn. Ils sont rejoints par le chanteur de Loaded, Jeff Rouse, et le bassiste Rick Friel. En 2012, Barrett Martin, Mike McCready et Duff McKagan, avec le chanteur Jeff Angell et le claviériste Benjamin Anderson collaborent sur un album intitulée Walking Papers. En juillet 2012, Barrett Martin confirme la participation de Mark Lanegan au chant à quelques chansons pour Mad Season,. En octobre 2012, Barrett Martin annonce un nouveau coffret des Mad Season, pour le 12 mars 2013. Legacy Recordings publie une version deluxe de Above en avril 2013. Il s'agit d'un coffret qui comprend deux CD et un DVD,.
Mad Season se réunit de nouveau pour un concert spécial appelé Sonic Evolution, avec le Seattle Symphony Orchestra, le 30 janvier 2015 au Benaroya Hall de Seattle. Chris Cornell remplace Staley au chant et Duff McKagan remplace Saunders à la basse. Le concert est enregistré pour un album live des Mad Season and the Seattle Symphony - Sonic Evolution / January 30, 2015 / Benaroya Hall - publié le 28 août 2015.

### Nouvel album
En juillet 2015, Barrett Martin annonce sur Facebook l'enregistrement de nouvelles chansons pour Mad Season, avec Mike McCready et Duff McKagan.
Cette collaboration a en definitive abouti à la formation d'un nouveau groupe appelé The Levee Walkers, qui enregistre les chansons "Freedom Song" et "Tears for the West" en 2016 avec le chanteur Jaz Coleman et "All Things Fade Away" en 2017 avec le chanteur Ayron Jones,.
Le groupe Mad Season n'a plus refait d'enregistrement à ce jour.

## Membres

### Derniers membres
- Mike McCready (Pearl Jam) - guitare (1994–1999, 2012, 2014–2015)
- Barrett Martin (Screaming Trees) - batterie (1994–1999, 2012, 2014–2015)
- John Baker Saunders (Walkabouts) - basse (1994–1999, décédé en 1999)
- Layne Staley (Alice in Chains) - chant (1994–1997, décédé en 2002)

### Membres additionnels
- Mark Lanegan (Screaming Trees, Queens of the Stone Age) – chant (décédé en 2022)
- Skerik – saxophone, percussions (1994–1995)
- Chris Cornell – chant (2015, décédé en 2017)
- Duff McKagan – basse (2015)

## Discographie
- 1995 : Above
- 1995 : I Don't Wanna Be a Soldier (reprise de John Lennon) sur la compilation Working Class Hero: A Tribute to John Lennon

## Vidéo
- 1995 : Live at the Moore